# محمد صالح البندنيجي
وهو الخطاط محمد صالح بن موسى البندنيجي، ولد في بغداد ونشأ فيها وتعلم القرآن الكريم منذ طفولته، وطلب العلم على يد علماء عصره، وكان صوفي المذهب على الطريقة القادرية الصوفية، وهو من الخطاطين المعروفين في بغداد، وتخرج على الخطاط المعروف سفيان الوهبي، وكان يجيد خط النسخ، ومن آثارهِ الخطية كتاب (التصريح بمضمون التوضيح) من مخطوطات المكتبة القادرية رقم 501.
ولقد كتب في آخرهِ : (تم نسخه بقلم محمد صالح بن الشيخ موسى البندنيجي الحنفي النقشبندي القادري سنة 1245هـ).
وأخوه هو العلامة الشيخ الخطاط عيسى البندنيجي المدفون في تكية علي البندنيجي، وكان أيضا صوفي المذهب، وهو من أئمة الخطاطين في بغداد، والذي له كتاب مخطوط بيده اسمه جامع الأنوار، وهو كتاب تراجم لعلماء بغداد.

## وفاته
توفي في بغداد عام 1278هـ/1861م.